# Литовско-польско-украинская бригада
Литовско-польско-украинская бригада имени Великого гетмана Константина Острожского(LITPOLUKRBRIG — пол. Brygada litewsko-polsko-ukraińska, лит. Lietuvos-Lenkijos-Ukrainos brigada или укр. Литовсько-польсько-українська бригада) — отдельная бригада трёхполкового состава стран Люблинского треугольника, которая предназначена для участия в международных миротворческих и гуманитарных операциях (в том числе, в операциях, проводимых под эгидой ООН, ЕС и НАТО).
Создание бригады является частью плана поддержки Украины, принятого после саммита НАТО в городе Ньюпорт.

## Формирование бригады
17 ноября 2009 года на консультативном совещании Польши, Литвы и Украины было принято решение о создании международной польско-литовско-украинской миротворческой бригады «LITPOLUKRBRIG» трёхполкового состава (4500 военнослужащих, по 1,5 тыс. от каждой страны). Место постоянной дислокации каждого «национального» подразделения объединённой бригады находится на территории соответствующей страны-участника.
Позднее в городе Люблин был создан штаб бригады, но дальнейшее формирование бригады было приостановлено.
В марте 2014 года во время визита в штаб-квартиру НАТО заместитель министра обороны Украины, полковник П. Н. Мехед вновь поставил вопрос о создании бригады.

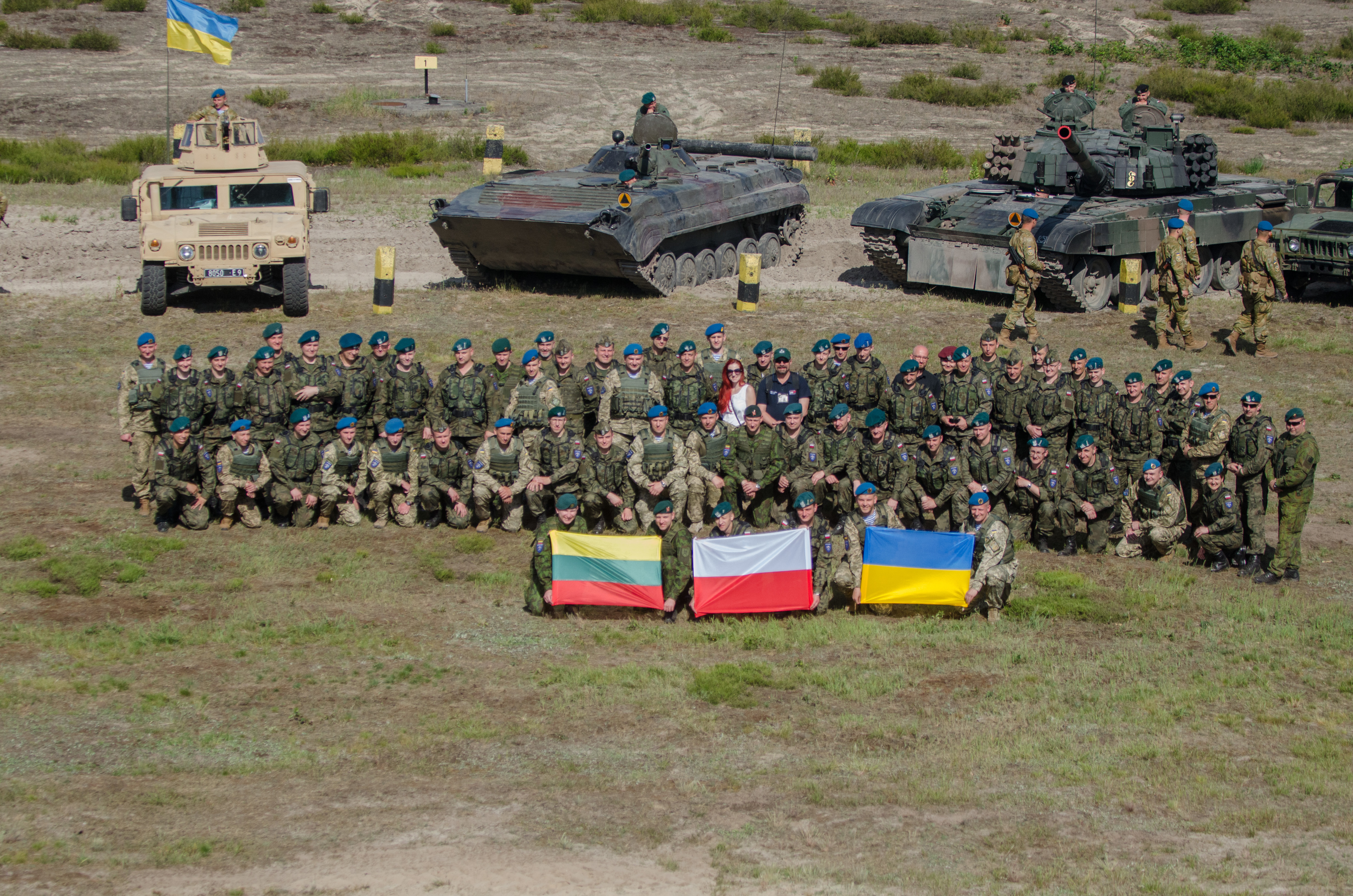
Бойцы литовско-польско-украинской бригады на церемонии открытия учений «Анаконда-2016» на полигоне Новая Деба в Польше, июнь 2016 года

23 апреля 2014 на встрече во Львове вопрос о создании бригады обсудили министры обороны Украины и Польши.
Позднее министр обороны Украины М. В. Коваль объявил, что украинский компонент бригады будет подготовлен по стандартам НАТО и размещён во Львове; 28 мая 2014 года был согласован проект соглашения о создании бригады, подписание которого было запланировано на 18 июня 2014 года, однако не состоялось.
9 сентября 2014 Кабинет министров Украины поручил министру обороны В. В. Гелетею завершить переговоры и подписать документы о создании бригады, 19 сентября 2014 в Варшаве состоялось подписание документа о создании бригады.
В декабре 2014 было объявлено, что формирование бригады будет проходить на территории Польши, в районе города Люблин.
4 февраля 2015 Верховная Рада Украины ратифицировала соглашение о создании бригады (за это решение проголосовали 290 депутатов). В этот же день министерство обороны Украины объявило, что в состав бригады войдут до 3,5 тыс. военнослужащих Польши, до 350 военнослужащих Литвы и 560 военнослужащих Украины (из них, 15 войдут в состав штаба бригады и 545 - в подразделения бригады)
20 февраля 2015 года закон о ратификации соглашения по вопросу создания бригады подписал президент Украины П. А. Порошенко.

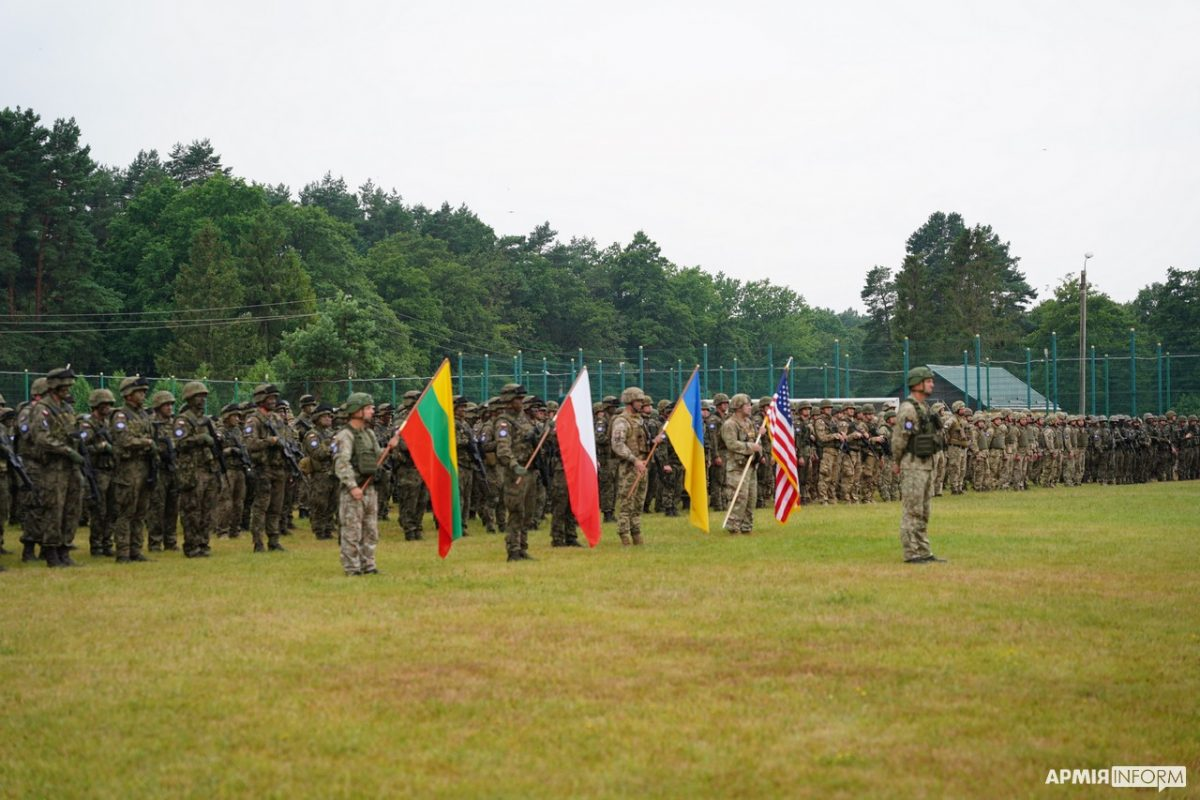
Литовско-польско-украинская бригада во время военных учений «Три меча-2021», на полигоне Яворов в Украине, 19 июля 2021 год

26 марта 2015 года Сейм Литовской Республики ратифицировал соглашение о создании бригады.
24 июля 2015 года в здании Академии сухопутных войск во Львове министры обороны Польши, Литвы и Украины подписали техническое соглашение о командовании бригады и функционировании бригады.
25 января 2016 в Люблине начал работу штаб бригады.
1 февраля 2016 года в Люблине начались первые военные учения с участием военнослужащих бригады: двухнедельные учения «Brave Band», в которых были задействованы около 100 офицеров из штаба бригады.
В обучении офицеров бригады принимают участие военные инструкторы США.
20 сентября 2018 года командование бригады принял украинский офицер, полковник Дмитрий Братишко.

## Структура
- Командование бригады (г. Люблин)
  - Штабная рота
  - Взвод сотрудничества с гражданскими (CIMIC)
  - Взвод психологических операций (PSYOPS)
- Литовский пехотный батальон
- Польский механизированный батальон
- Украинский десантно-штурмовой батальон
- Артиллерийский батальон
- Инженерный батальон
- Батальон противовоздушной обороны
- Взвод РХБЗ
- Группа разведки (ISTAR)
  - Разведывательная рота
  - Секция электронной разведки
  - Секция агентурной разведки
  - Отделение картографии
  - Отделение контрразведки
  - Сапёрный взвод
  - Отделение БПЛА
- Рота военной полиции
  - 1-й взвод военной полиции (Литва)
  - 2-й взвод военной полиции (Польша)
  - 3-й взвод военной полиции (Украина)
- Батальон прямой поддержки